# Прапор Вірменії

Президентський штандарт

Прапор династії Аршакидів

Пра́пор Вірме́нії заснований на історичному прапорі Вірменії 1919 року і являє собою прямокутне полотнище, що складається з рівновеликих горизонтальних червоної, синьої і жовтогарячої смуг. Дата прийняття: 24 серпня 1990 року.
Співвідношення сторін 1:2.
Існує багато інтерпретацій значення цих кольорів, з них найбільш широко прийнята така: червоний колір символізує кров, пролиту вірменами при захисті своєї країни, бурштиновий символізує національну сміливість і працьовитість, а синій — природу країни.
Прапор вперше був проголошений офіційним символом Вірменії під час недовгого періоду незалежності (1918—1921 роки). Незалежна вірменська держава вибрала для свого державного прапора кольори завершального періоду династії Рубенідів (Кілікійське царство) — червоний, синій та жовтий. Жовтий був відразу ж замінений на жовтогарячий, оскільки комбінація червоного, синього та жовтогарячого була приємніша для ока. Після здобуття Вірменією незалежності в результаті розпаду Радянського Союзу цей прапор знову став її державним символом.

## Дизайн

### Кольори
У 2012 році Вірменський національний інститут стандартів (SARM) видав специфікації щодо конструкції та кольорів національного прапора:
| Схема   | Червоний    | Синій      | Помаранчевий |
| ------- | ----------- | ---------- | ------------ |
| RAL     | 3020        | 5005       | 1003         |
| Pantone | 485         | 286        | 1235         |
| CMYK    | 0-100-100-0 | 100-80-0-0 | 0-35-100-0   |
| RGB     | 217-0-18    | 0-51-160   | 242-168-0    |
| HEX     | D90012      | 0033A0     | F2A800       |

### Конструкція прапора
|                     |
| Конструкція прапора |

## Історичні прапори

Прапор Вірменської РСР

У складі Радянського Союзу країна мала офіційну назву Вірменська Радянська Соціалістична Республіка (Вірменська РСР), і використовувала радянську державну символіку.